# Scamboneura banahaoensis
Scamboneura banahaoensis är en tvåvingeart som beskrevs av Alexander 1931. Scamboneura banahaoensis ingår i släktet Scamboneura och familjen storharkrankar. Inga underarter finns listade i Catalogue of Life.